# Isaurus fuscus
Isaurus fuscus är en korallart som beskrevs av Ronald Lewis Stuckey 1914. Isaurus fuscus ingår i släktet Isaurus och familjen Zoanthidae. Inga underarter finns listade i Catalogue of Life.